# William L. Hardick
William Leonard Hardick (* 28. April 1909 in Rochester, New York; † 1. Oktober 1981 in Danville, Pennsylvania) war ein Brigadegeneral der United States Army. Er war unter anderem kommissarischer Kommandeur der 2. Infanteriedivision.
In den Jahren 1927 bis 1931 besuchte William Hardick die United States Military Academy in West Point. Nach seiner Graduation wurde er als Leutnant der Infanterie zugeteilt. In der Armee durchlief er anschließend alle Offiziersränge vom Leutnant bis zum Brigadegeneral. Im Lauf seiner militärischen Karriere absolvierte er verschiedene Kurse und Schulungen. Dazu gehörten unter anderem das Command and General Staff College, das United States Army War College und die Strategic Intelligence School.
In seinen jüngeren Jahren absolvierte er den für Offiziere in den niederen Rangstufen üblichen Dienst in verschiedenen Einheiten und Standorten. Dazu gehörten auch Aufgaben als Stabsoffizier in verschiedenen Hauptquartieren. Während des Zweiten Weltkriegs war Hardick auf dem pazifischen Kriegsschauplatz eingesetzt, wo er unter anderem im Stab von General Douglas MacArthur tätig war.
Nach zwischenzeitlich anderen Verwendungen wurde William Hardick in den Jahren 1952 und 1953 im Koreakrieg eingesetzt. Dort kommandierte er das 17. Infanterieregiment, das der 7. Infanteriedivision unterstand. Bis Kriegsende war die Division in schwere Stellungskämpfe verwickelt. Hardick bekleidete Generalstabsaufgaben sowohl in Japan als auch in Europa. Schließlich wurde er zur 2. Infanteriedivision versetzt, die damals in Fort Benning, dem heutigen Fort Moore, stationiert war. Dort war er stellvertretender Divisionskommandeur und als solcher in den Jahren 1960 und 1961 zweimal, jeweils für wenige Wochen, kommissarischer Kommandeur dieser Division. Die Division diente damals vor allem als Ausbildungs- und Trainingseinheit. Anschließend ging William Hardick in den Ruhestand.
Nach seiner Pensionierung arbeitete Hardick bis 1971 für die Beratungsfirma Technical Operations Research Corp in Arlington in Virginia. Der mit Augusta M. Meyer (1910–1993) verheiratete Offizier starb am 1. Oktober 1981 in einem Krankenhaus in Danville an Herzversagen und wurde auf dem Pine Grove Cemetery Annex in Berwick beigesetzt.

## Orden und Auszeichnungen
William Hardick erhielt im Lauf seiner militärischen Laufbahn unter anderem folgende Auszeichnungen:
- Silver Star
- Legion of Merit
- Bronze Star Medal